# Syllepte semilugens
Syllepte semilugens là một loài bướm đêm trong họ Crambidae.